# Carlos Diegues
Carlos Diegues, né le 19 mai 1940 à Maceió (Alagoas, Brésil) et mort le 14 février 2025 à Rio de Janeiro (État de Rio de Janeiro), est un réalisateur brésilien. Il est un des membres les plus connus du mouvement du Cinema Novo. Carlos Diegues s’efforce de concilier le Cinema Novo et le cinéma populaire.

## Biographie
Carlos Diegues s'est inspiré à la fois du néo-réalisme italien et de la Nouvelle Vague française, un cinéma d’introspection sociale et politique, engagé, s’intéressant à cette matière première qu’est l’Histoire, avec la volonté de participer à la constitution d’une conscience nationale.

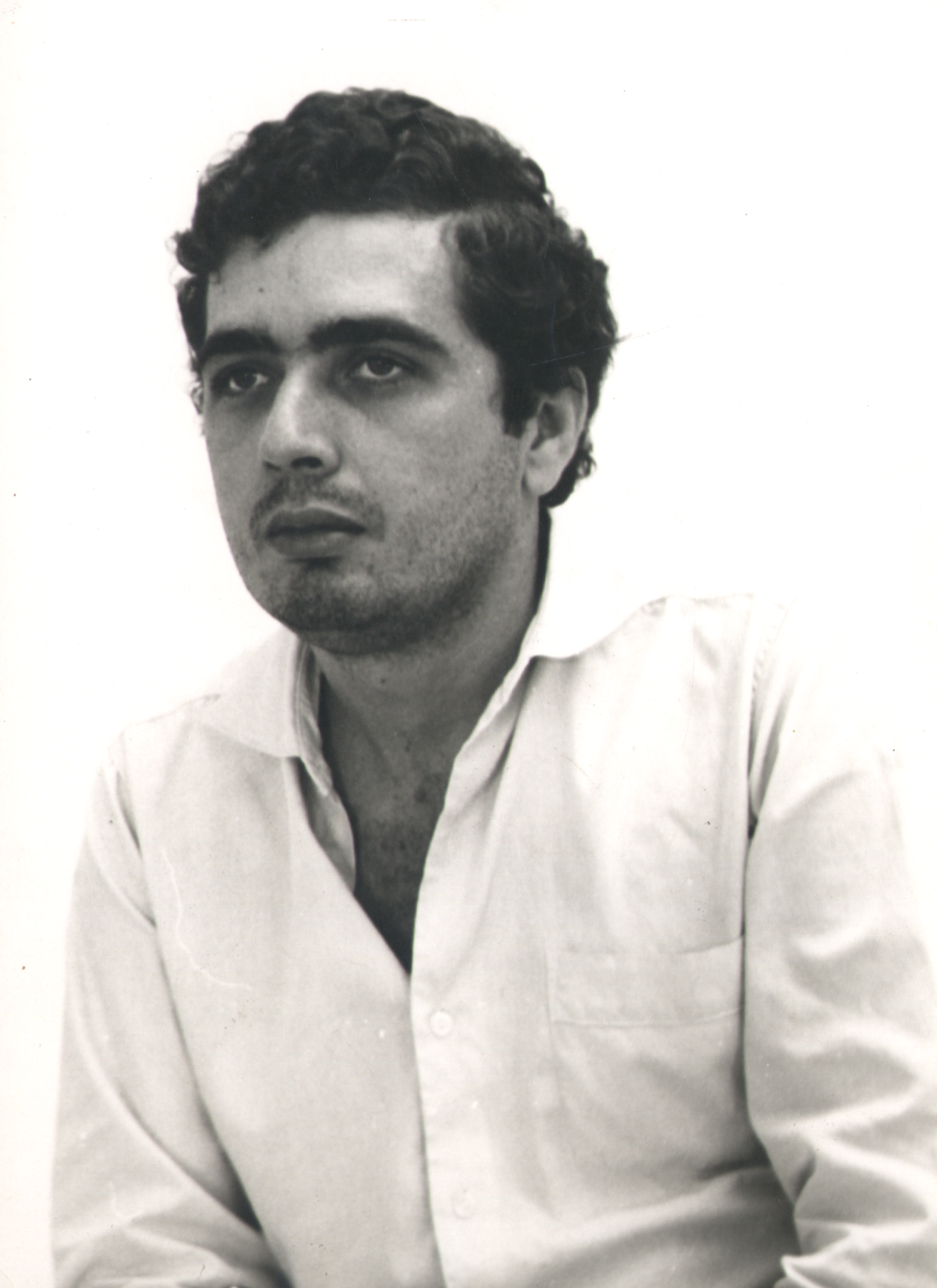
Carlos Diegues en 1972.

De 1960 à 1962, il conçoit et présente plusieurs courts métrages, dont un consacré à l’une des plus populaires école de samba de Rio de Janeiro, et constituant, avec quatre autres courts métrages de quatre autres jeunes réalisateurs brésiliens, Cinco vezes Favela. En 1963,  il réalise un premier long métrage, Ganga Zumba, avec Léa Garcia, plutôt conventionnel, sur un sujet qui l’est moins, la révolte des esclaves noirs dans le Brésil du XVIIe siècle. Il se passionne dès ses premières réalisations pour la communauté noire et la musique de son pays. En 1966, il propose au public La Grande Ville (A grande cidade), narrant le désarroi d'une paysanne du Nord-Est, Luzia, venue chercher le bonheur dans la cité de Rio de Janeiro. Il sort en 1973  Jeanne, la Française  avec Jeanne Moreau dans le rôle principal, puis en 1976,  Xica da Silva , son plus grand succès.
Dans les années 1980, plusieurs de ses films sont sélectionnés au Festival de Cannes, dont Bye Bye Brasil en 1980, Quilombo  en 1984 et Rio zone en 1987.
En 1990, le président Fernando Collor de Mello étrangle les productions cinématographiques au Brésil, en fermant les institutions, les organismes et les circuits qui favorisaient cette activité. En 1993, son successeur, le président  Itamar Franco remet en place des organismes et des dispositifs encourageant la production brésilienne pour le cinéma et la télévision. Après avoir réalisé Regarde cette chanson en 1994  et Tieta do Agreste en 1996, il remixe  en 1999  Orfeu Negro, de Marcel Camus, en repartant du texte d'origine du poète Vinícius de Moraes, Orfeu da Conceiçâo.
En 2006, son seizième long-métrage, Le Plus Grand Amour du monde (O Maior Amor do Mundo) est présenté au public, avec la jeune actrice Taís Araújo et une autre actrice qui a participé régulièrement à ses projets depuis ses débuts, Léa Garcia.

## Filmographie
- 1960 : Fuga (court métrage)
- 1961 : Domingo (court métrage)
- 1962 : Cinco vezes Favela - segment Escola de Samba Alegria de Viver
- 1963 : Ganga Zumba
- 1966 : La Grande Ville (A grande cidade)
- 1967 : Os Filhos do Medo (téléfilm)
- 1967 : Oito Universitarios (court métrage documentaire)
- 1970 : Les Héritiers (Os Herdeiros)
- 1972 : Quando o Carnaval Chegar
- 1975 : Jeanne, la Française (Joanna Francesa)
- 1976 : Xica da Silva
- 1978 : Pluies d'été (Chuvas de Verão)
- 1979 : Bye Bye Brasil
- 1984 : Quilombo
- 1987 : Rio zone (Um Trem para as Estrelas)
- 1989 : Dias Melhores Virão
- 1994 : Regarde cette chanson (Veja Esta Canção)
- 1996 : Tieta do Brasil (Tieta do Agreste)
- 1999 : Orfeu
- 2003 : Deus É Brasileiro
- 2006 : Le Plus Grand Amour du monde (O Maior Amor do Mundo)
- 2006 : Nenhum Motivo Explica a Guerra (documentaire)
- 2013 : Rio de fé (documentaire)
- 2014 : Getúlio (producteur)
- 2018 : Le Grand Cirque mystique (O Grande Circo Místico)

### Webographie
- Notices d'autorité :   - VIAF
  - ISNI
  - BnF (données)
  - IdRef
  - LCCN
  - GND
  - Japon
  - CiNii
  - Espagne
  - Pays-Bas
  - Pologne
  - Israël
  - NUKAT
  - Brésil
  - WorldCat
- Ressources relatives à l'audiovisuel :   - Africultures
  - AllMovie
  - Allociné
  - Ciné-Ressources
  - Filmportal
  - IMDb